# Mines de charbon de La Bazouge-de-Chemeré

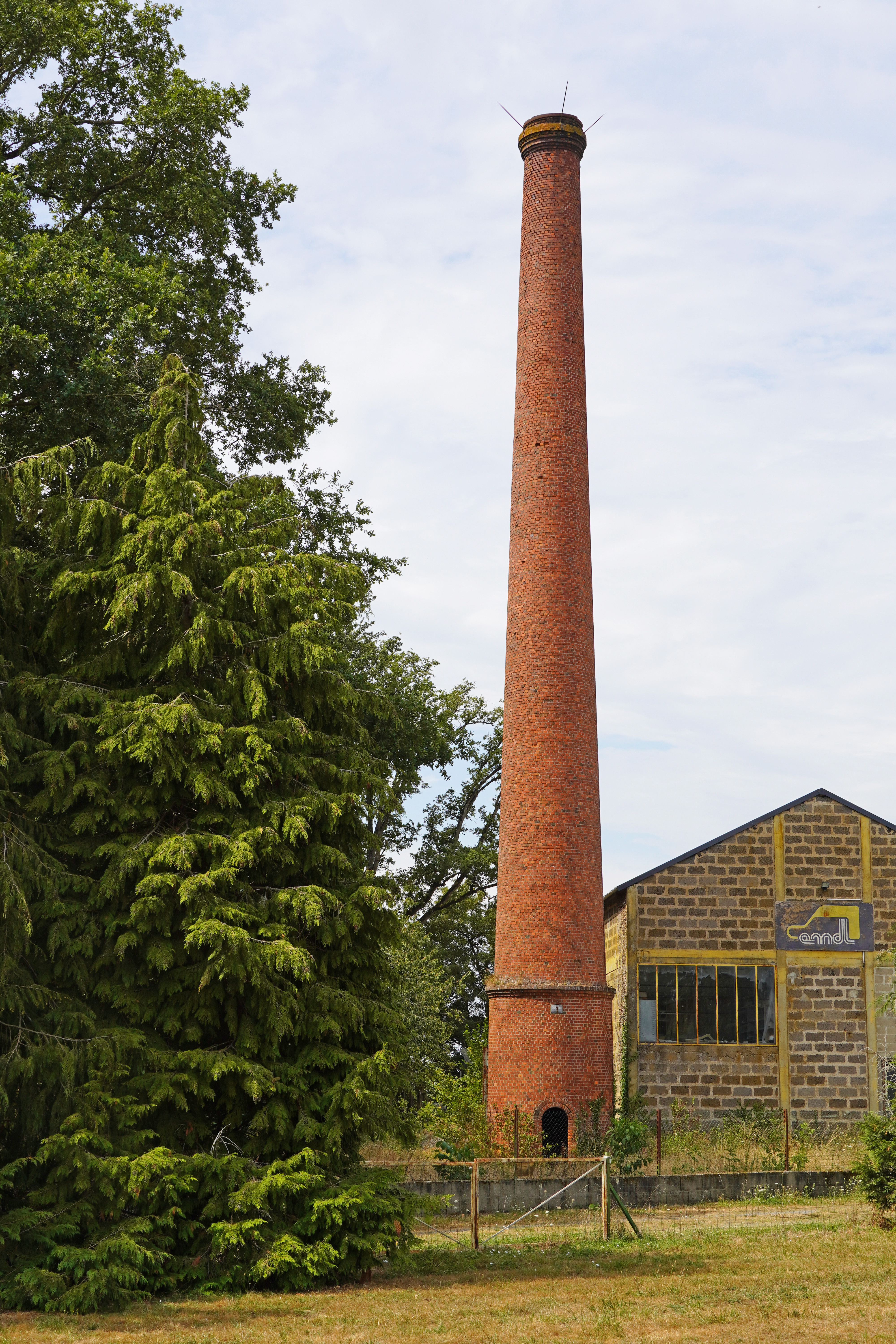
La cheminée du puits de la Baudonnière.

Les mines de charbon de La Bazouge-de-Chemeré sont des mines d'anthracite, situées sur les communes de La Bazouge-de-Chémeré et de Saint-Georges-le-Fléchard et faisant partie des mines de la région Pays de la Loire.
On y extrayait un charbon de qualité médiocre appartenant au bassin houiller de Laval, de l'anthracite difficile à allumer, qui alimentait des fours à chaux : par exemple ceux de la Fortinière, de Fours-Croissant, de la Marsouarière et les Fours-de-l'Hommé.

## Situation

Localisation du gisement sur la carte des bassins houillers français.

La Bazouge-de-Chemeré est située à l'extrême est du Massif armoricain sur le bassin houiller de Laval. Sa géologie est donc extrêmement variée (schistes argileux, calcaire, rhyolite, grès jouxtant des couches de charbon).
Le chaulage des terres est une technique permettant de combattre la trop grande acidité des sols (schistes argileux) et comme il y avait des carrières de calcaire, des fours à chaux furent construits à proximité du village, mais ceux-ci consommaient beaucoup de bois. En 1789, les cahiers de doléances de communes voisines indiquaient déjà la volonté d'interdire le chaulage des terres, car cela créait la disette de bois et il y avait déjà 5 fours à chaux. Quand on construisit le sixième, on imagina donc de remplacer le bois par de l'anthracite, car il y avait déjà quelques endroits où il affleurait.
Quelques zones d'extraction avaient été creusées en surface vers 1821, mais artisanalement, car il aurait fallu extraire l'eau et la nouvelle loi de 1810 exigeait une concession approuvée par le nouveau Conseil général des mines (CGM) institué en 1810.

## La concession
D'après Edouard Blavier la prospection de l'anthracite commença en 1813 puis en 1818 et enfin vers 1822. C'est sans doute le géologue Alexandre Brongniart, nommé ingénieur en chef en 1819 au CGM, qui y participa puisque son rapport est cité dans l'avis du Conseil général des mines.
Pour obtenir la concession en avril 1825, ils étaient trois demandeurs concurrents (Liziard, Rocher, Chantelou, Roblot, Legras et le comte de la Rochelambert), (Plaichard-Lachollière, propriétaire) et (le marquis de Préaulx et autres associés, riches propriétaires du canton), mais le Conseil général des mines a donné un avis favorable aux premiers.
Le 6 septembre 1825, la concession est accordée par ordonnance de Charles X. Elle est extrêmement étendue : du clocher de Soulgé-sur-Ouette au pont de la Vaige sur la route du Mans, le long de la Vaige jusqu'au clocher de la Bazouge-de-Chemeré, du clocher de la Bazouge-de-Chemeré jusqu'à celui de Bazougers et enfin du clocher de Bazougers jusqu'à celui de Soulgé-sur-Ouette. Cela fait plus de 32 km². Saint-Georges-le-Fléchard se trouve dans ce périmètre. La zone intéressante "anthracifère" se trouvera uniquement dans la partie de la Bazouge-de-Chemeré qui jouxte Saint-Georges-le-Fléchard.
En novembre 1827 la concession est inexploitée et en état de délabrement. Alors le préfet décide de nommer un directeur des mines sans consulter le concessionnaire, ce que désapprouve le CGM. Ensuite l'exploitation a dû reprendre, puisqu'elle fut florissante jusqu'en 1896.
Henri de La Rochelambert est l'un des rares aristocrates de Mayenne à investir dans l'industrie, avec l'argent de ses 50 métairies. Quand il voulut se présenter aux élections législatives de 1852, on le lui déconseilla. L'élection n'était plus au suffrage censitaire, mais au suffrage universel, et il était en effet à la fois mal vu par ses pairs, pas non plus aimé par les paysans et encore moins par les mineurs, puisqu'il a participé à la répression d'une grève.

Carte des concessions du bassin houiller de Laval :

| - Terrain houiller                    |                                          |
| - Concession de Saint-Pierre-la-Cour  | - Concession du Genest                   |
| - Concession de La Baconnière         | - Concession de Montigné                 |
| - Concession de l'huisserie           | - Concession de Bazougers                |
| - Concession de La Bazouge-de-Chemeré | - Concession de Linières et la Cigotière |
| - Concession de Gomer                 | - Concession de Sablé-sur-Sarthe         |
| - Concession de Solesmes              | - Concession de Poillé                   |
| - Concession de La Promenade          | - Concession de Montfroux                |
| - Concession de Varennes              | - Concession d'Epineux-le-Seguin         |
| - Concession de Viré                  | - Concession de Brûlon                   |

## L'exploitation de l'anthracite

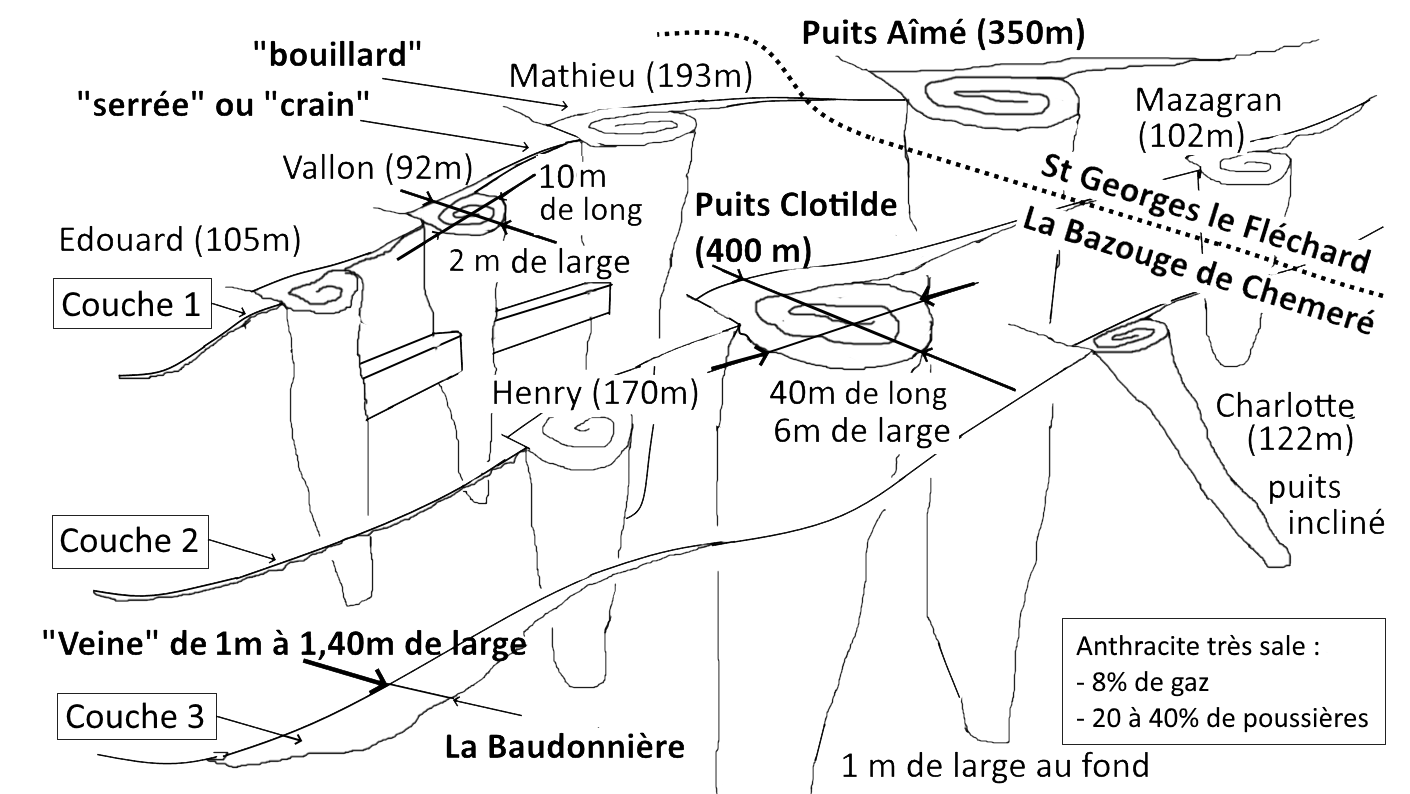
Schéma explicatif mais incorrect de la disposition des puits de la Bazouge de Chemeré.

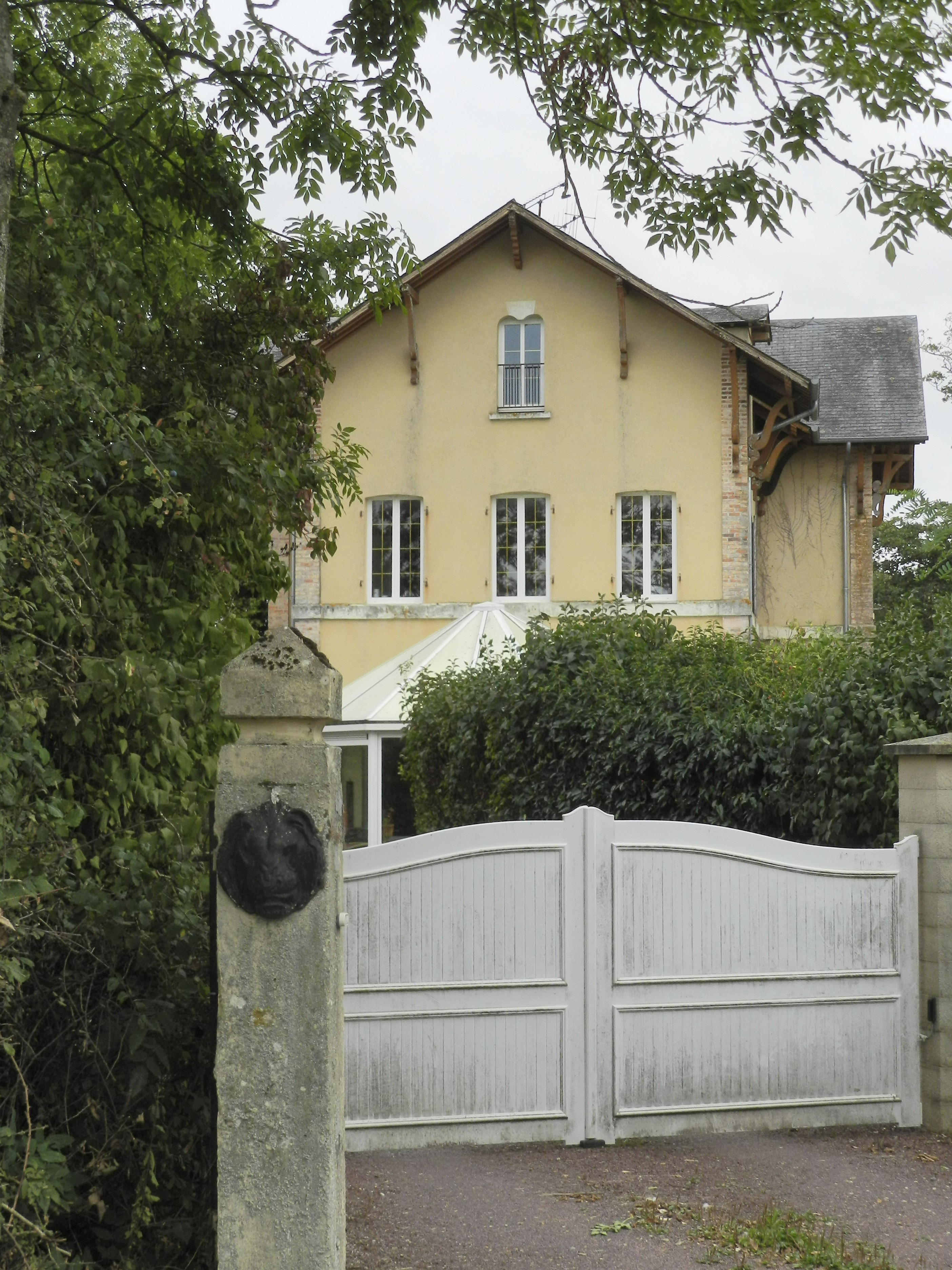
Le chalet des Choisieries ancienne maison du directeur à Saint-Georges-le-Fléchard.

L'anthracite de la Bazouge-de-Chemeré fut reconnu comme le moins mauvais et le plus dense de la région, c'est-à-dire tout juste bon pour alimenter les fours à chaux. L'anthracite s'est retrouvé bloqué par des failles quand les parois des deux couches englobantes ont glissé l'une sur l'autre, formant des "bouillards" où le charbon est comprimé, torsadé, mélangé aux poussières des parois. Les "bouillards" faisaient de 20 à 40 m de long sur 2 à 6 m de large. Ils sont séparés les uns des autres par des "crains" stériles très longs ne facilitant pas la liaison vers les puits équipés d'extraction ou de descenderie.
L'exploitation commença à partir des mines de la ferme « Les Grands Bleds » et aussi sur la commune Saint-Georges-le-Fléchard où l'on trouvait la maison du directeuret des maisons de mineurs (Mazagran) construites par la société des mines.
Sur la ferme, il y avait deux puits : Clotilde (400 m) et Mathieu (193 m) (voir le cadastre napoléonien 1834). En dehors de la ferme, on en trouvait deux autres : Henri (170 m)  et Aimé (350 m), ce dernier étant le seul à être situé sur le territoire de Saint-Georges-le-Fléchard.
Plus tard, il y eut un total de 9 puits, avec Edouard (105 m), Vallon (92 m), Mazagran (102 m), Charlotte (122 m) et La Baudonnière qui n'était pas sur un « bouillard » mais sur une veine de charbon de 1 à 1,40 m de large.
L'exploitation des mines de la Bazouge-de-Chemeré en 1834 est décrite par Edouard Blavier dans les Annales des mines Tome VI 1834 page 58. L'exploitation des bouillards qui forment des prismes inclinés se fait en gradins inversés avec des effondrements contrôlés.
L'exploitation des mines de la Bazouge-de-Chemeréen 1860 est décrite par Justin Dorlhac dans le Bulletin de la Société de l'industrie minérale Tome VII 1861-1862 page 381.
Ensuite la prospection se fait en creusant un tunnel le long de la couche d'anthracite devenue très mince, en espérant trouver plus loin un nouveau bouillard. On aménage aussi de tels tunnels pour se raccorder aux puits principaux bien équipés pour descendre le personnel, les chevaux ou pour remonter l'anthracite, et pour assurer la ventilation et surtout l'exhaure, c'est-à-dire la remontée de l'eau du fond à la surface.
Il est difficile de savoir exactement comment étaient réglés les problèmes liés à l'exhaure qui était de 7 m3/h par puits. Un moteur électrique a été utilisé seulement en 1891 dans le puits le plus profond. L'instituteur de La Cropte en 1899 indique que cette eau rejetée dans la Vaige avait compensé sa tendance à s'assécher en été.
L'aération des galeries était assurée par l'appel d'air des grandes cheminées des machines à vapeur, comme il en reste encore une aujourd'hui.
C'est cette succession de période faste où l'on vide un bouillard et de période maigre où l'on creuse désespérément à la recherche d'un nouveau gisement qui ruinera par la suite les tentatives de remise en route des mines.
De 1848 à 1850 le prix des céréales baisse aussi, si bien que les agriculteurs ont moins d'argent pour acheter de la chaux. Les exploitations d'anthracite souffrent de mévente.
La société fusionna en 1855 à Mayenne (rue Crossardière) avec la « Société anonyme des mines de la Sarthe et de la Mayenne » qui exploitait le gisement de Sablé-sur-Sarthe dans la Sarthe, en regroupant toutes les autres sociétés qui exploitaient des concessions en Mayenne, à l'exception d'une seule, et cela avec l'accord du préfet malgré la disparition de concurrence.
L'instituteur de la Bazouge-de-Chemeré nous dit dans la monographie de la commune de 1899 : "en 1891 la plus grande profondeur était de 400 mètres. À ce niveau a été creusé en 1893 un puits incliné d'une profondeur verticale de 150 mètres. Ce puits était exploité par une machine mue par l'électricité. Une installation téléphonique mettait en relation les ouvriers du fond de la mine avec le directeur et les contremaîtres.".

## Les ouvriers

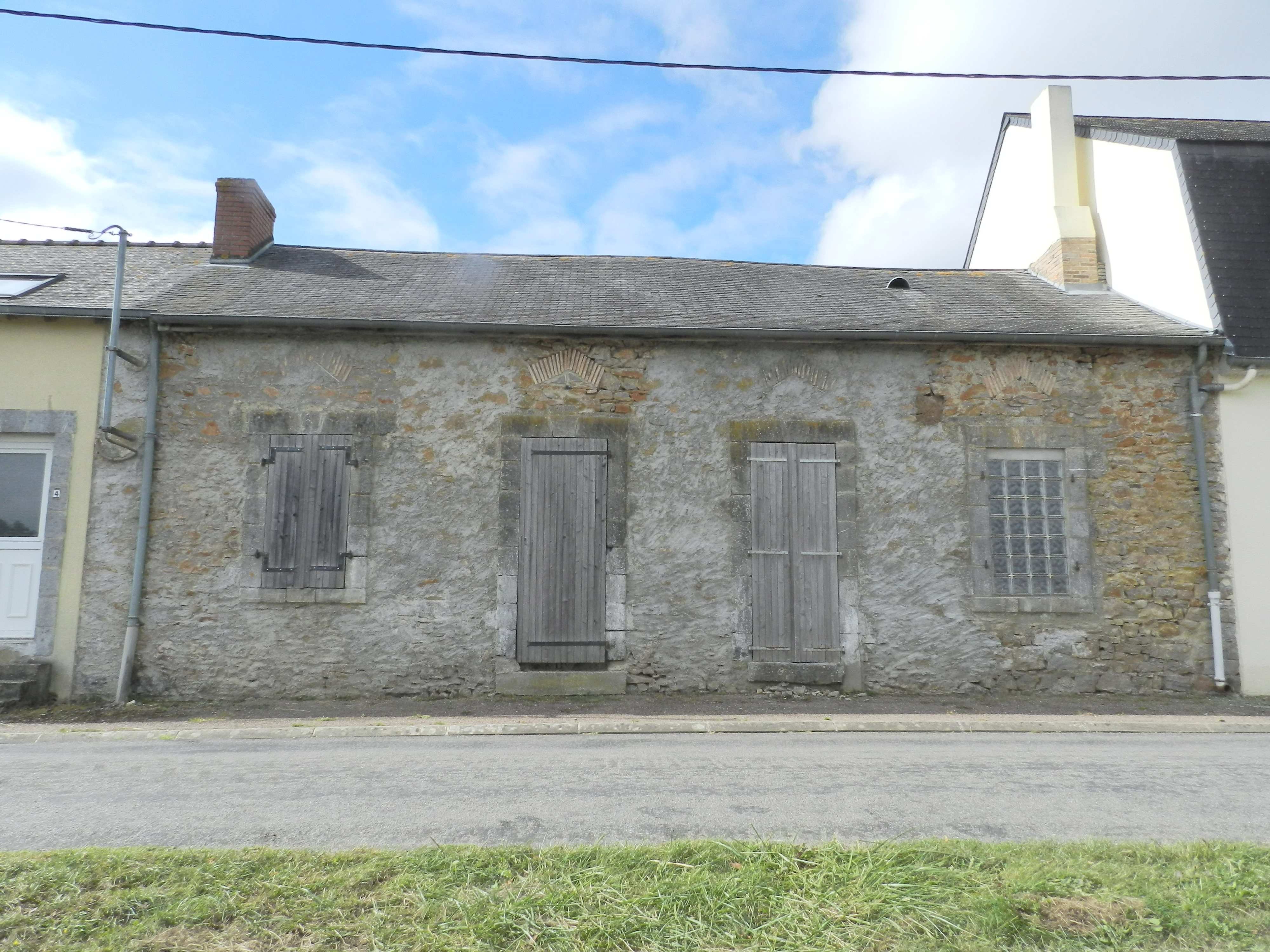
Maison double de mineurs à la Bazouge-de-Chemeré au quartier Croix de la Barre.

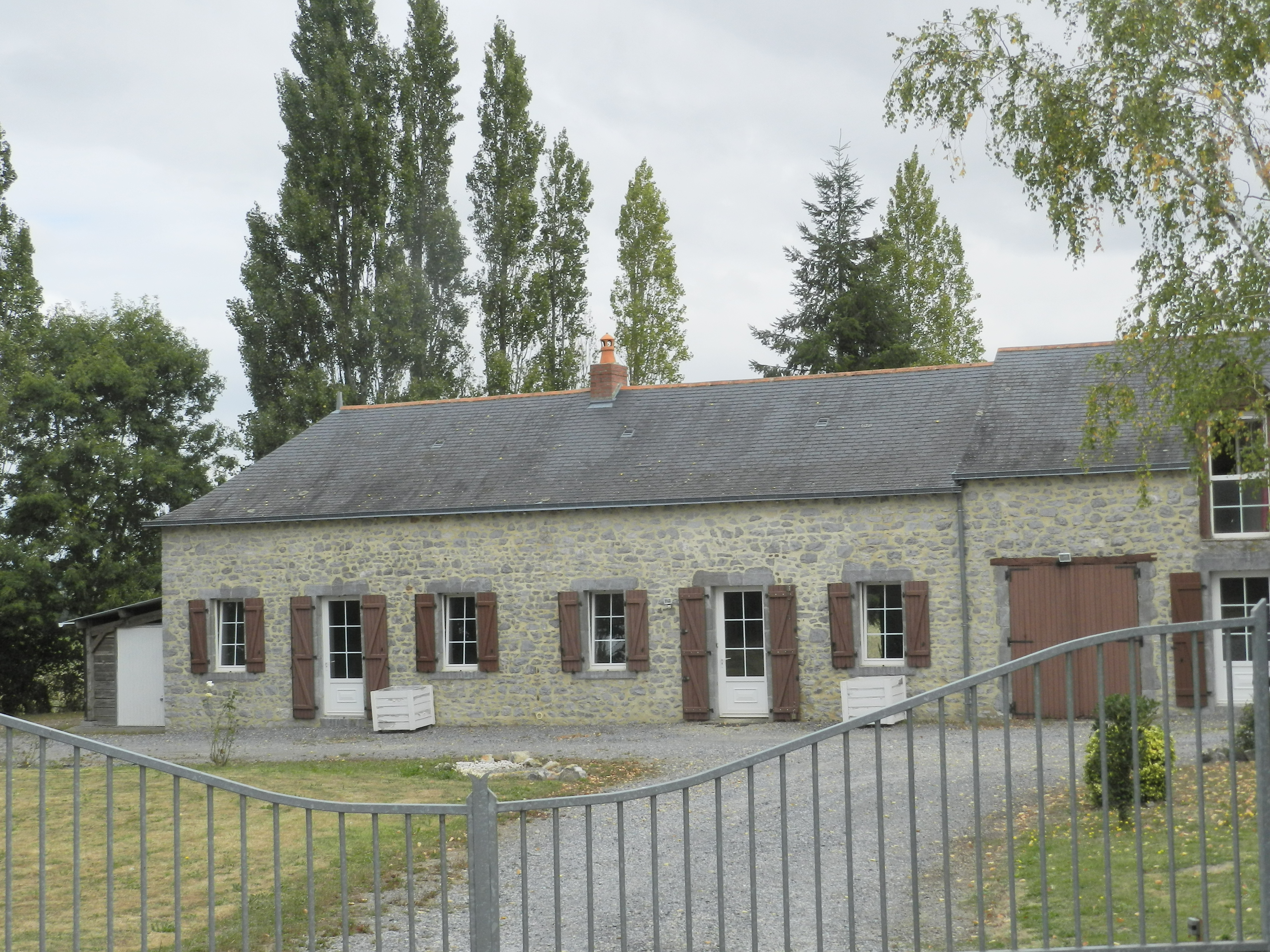
Mazagran, coron de mineurs Saint-Georges-le-Fléchard.

En 1840, Les mines occupaient 228 ouvriers tant hommes, femmes, qu'enfants. Ils étaient aidés par une machine à vapeur de 16 chevaux et 5 manèges actionnés par 44 chevaux produisant 144 000 hectolitres de charbon et alimentant 40 fours à chaux, d'après un rapport statistique départemental.
Vers 1850 les populations de la Bazouge-de-Chemeré et de Saint-Georges-le-Fléchard atteignirent leur maximum car la mine n'était pas encore très mécanisée. De nombreuses habitations pour mineurs furent construites sur ces 2 communes, en particulier au lieu-dit Mazagran, nommé ainsi sans doute à cause de la notoriété du siège de Mazagran. Ce coron comportait plusieurs groupes de maisons qui ont depuis été toutes détruites sauf une.

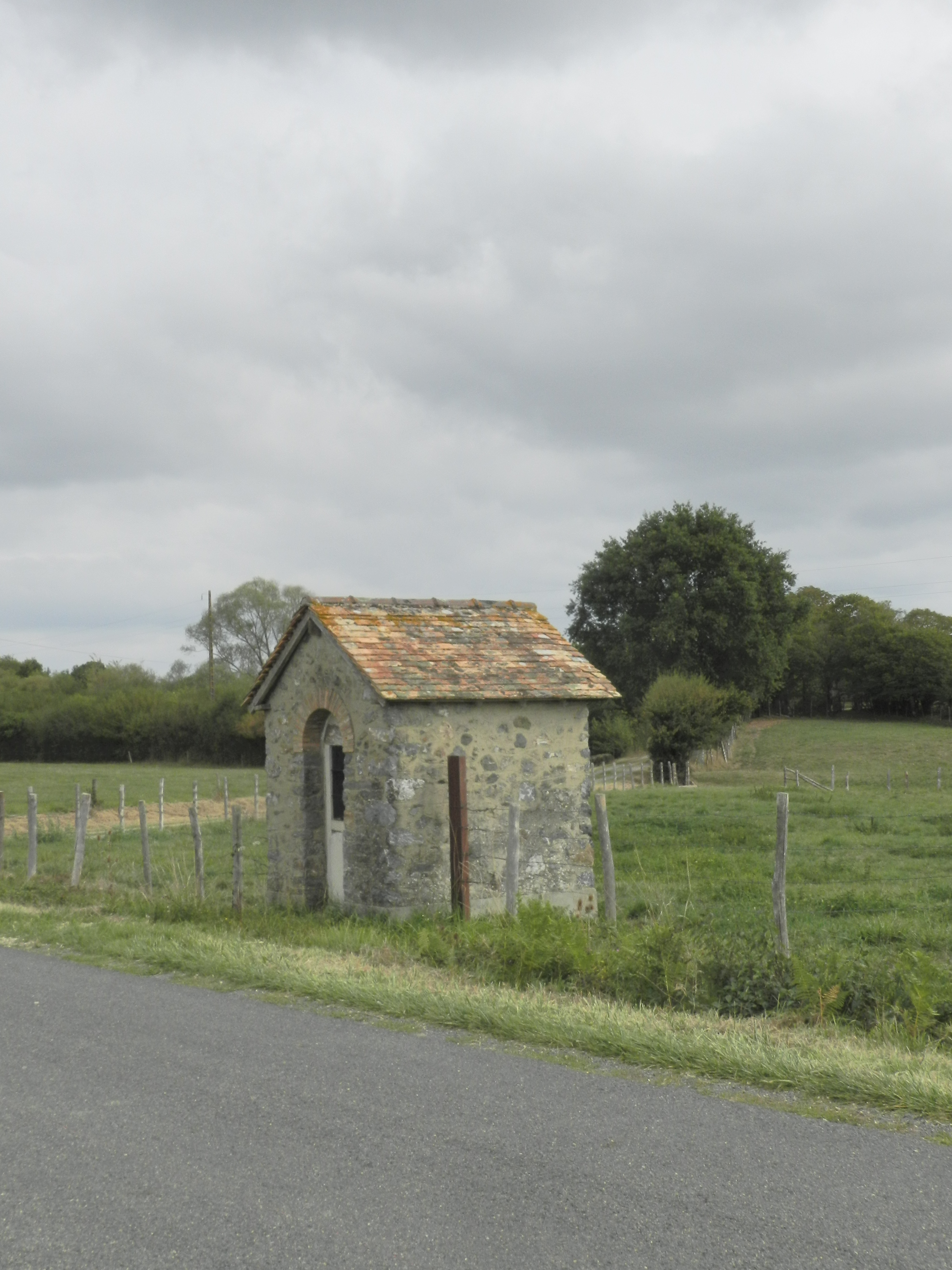
Chapelle des mineurs à La Bazouge-de-Chemeré.

La loi de 1841, édictée à la suite du rapport de Louis René Villermé, institua l'âge minimum de 8 ans pour le travail des enfants en conditions pénibles, mais cette loi ne fut pas tellement respectée.
En 1850, à l'instigation des mineurs de Sablé, eut lieu une grève qui ne dura que quelques jours : les salaires étaient bas à cause du krach de 1847 qui réduisait l'extraction de houille et donc son prix.
En 1854, la commune demande à ce qu'on lui installe une brigade de gendarmerie mais sans succès.
À l'époque de pleine exploitation de la mine, 500 mineurs étaient employés. On utilisait beaucoup de chevaux pour la ferme et pour le travail au fond de la mine. Les chevaux tiraient les wagonnets remplis de pierre ou de charbon. Descendus dans les puits, ils y restaient constamment. Le hongreur descendait pour prodiguer ses soins sur place car il y avait des écuries.
En échange des travaux à la mine, il y avait de la chaux pour la ferme (engrais et construction des bâtiments d'exploitation).
En 1869, le personnel était de 240 ouvriers et la production de 270 000 hectolitres.
En 1894, l'État autorise le directeur des mines à stocker de la dynamite dans un dépôt.
En 1896, il n'y avait plus que 160 ouvriers.

## L'abandon et les reprises

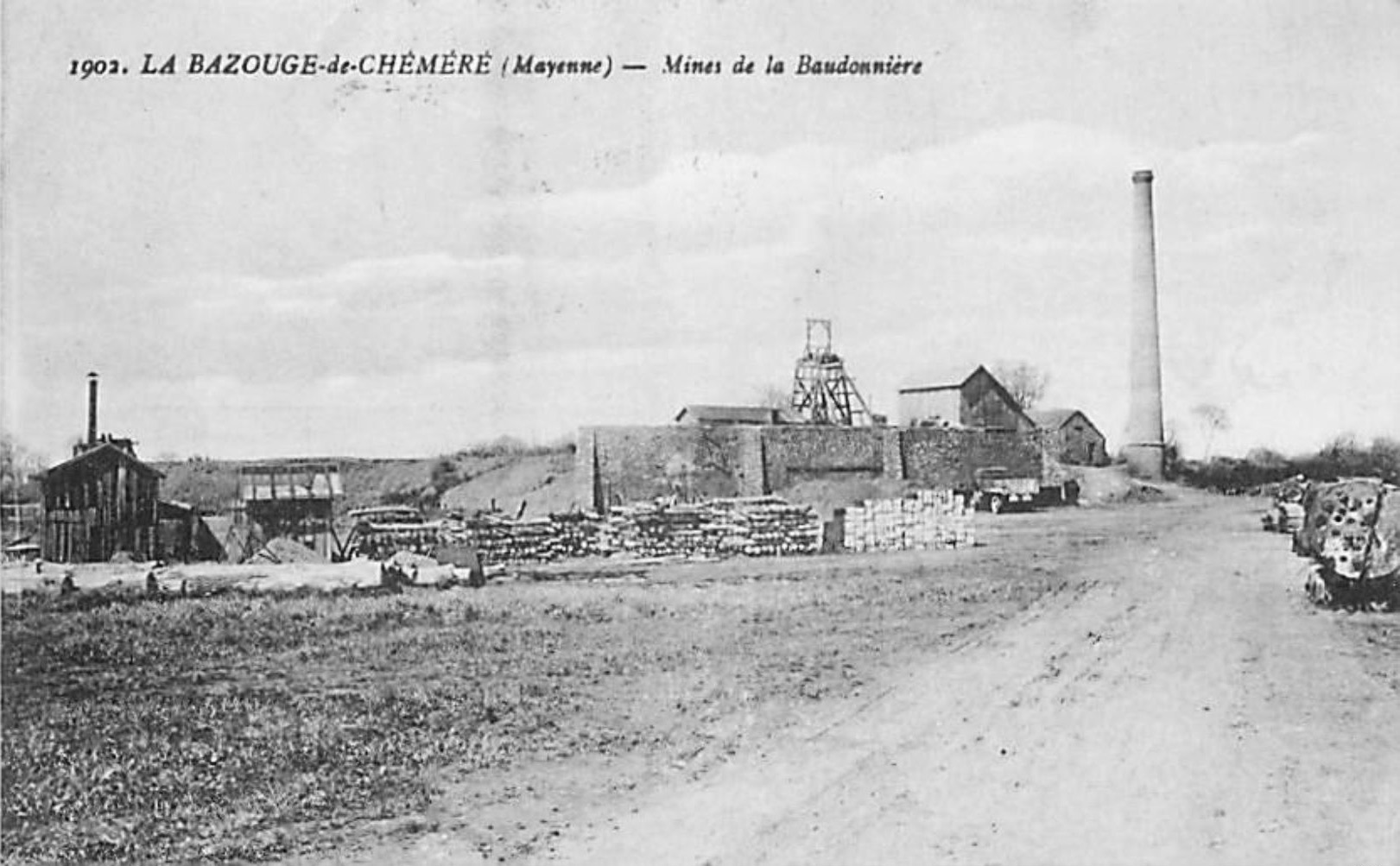
Le puits de la Baudonnière en activité.

L'exploitation en a été abandonnée en 1896, malgré les efforts du directeur, qui était maire de la commune de St Georges-le-Fléchard. Tous les puits ont été bouchés, les machines enlevées. La raison était que la chaux ne se vendait plus du tout aux agriculteurs : les engrais chimiques venaient d'arriver.
En 1901, des travaux de recherche sont entrepris à La Bazouge. En 1903, la concession vient d'être rouverte à La Bazouge. En 1904, les concessions sont mises en adjudication. Dans les journaux de la Bourse, on sollicite les investisseurs en disant que d'autres débouchés ont été trouvés puisque les fours à chaux ne sont plus demandeurs. C'est en fait l'ancienne compagnie de Sarthe et Mayenne qui aux termes de 50 ans s'est reconstituée. En 1905, la "Compagnie des charbonnages de l'Huisserie et de La Bazouge" obtient la concession de ces deux sites, mais sans grand succès.
Depuis le 4 janvier 1913, une concession est attribuée à Frédéric Genest de Laval. En 1917, on extrait 3 000 t de combustible (contre 24 000 t en 1885) en vidant la veine charbonneuse de la Baudonnière. Un décès est à déplorer le 2 décembre 1918, en raison de l'imprudence de la victime : chute d'un bassicot dans un bure.
Les quantités sont à peu près les mêmes en 1919 et 1920, avant le décès du propriétaire.

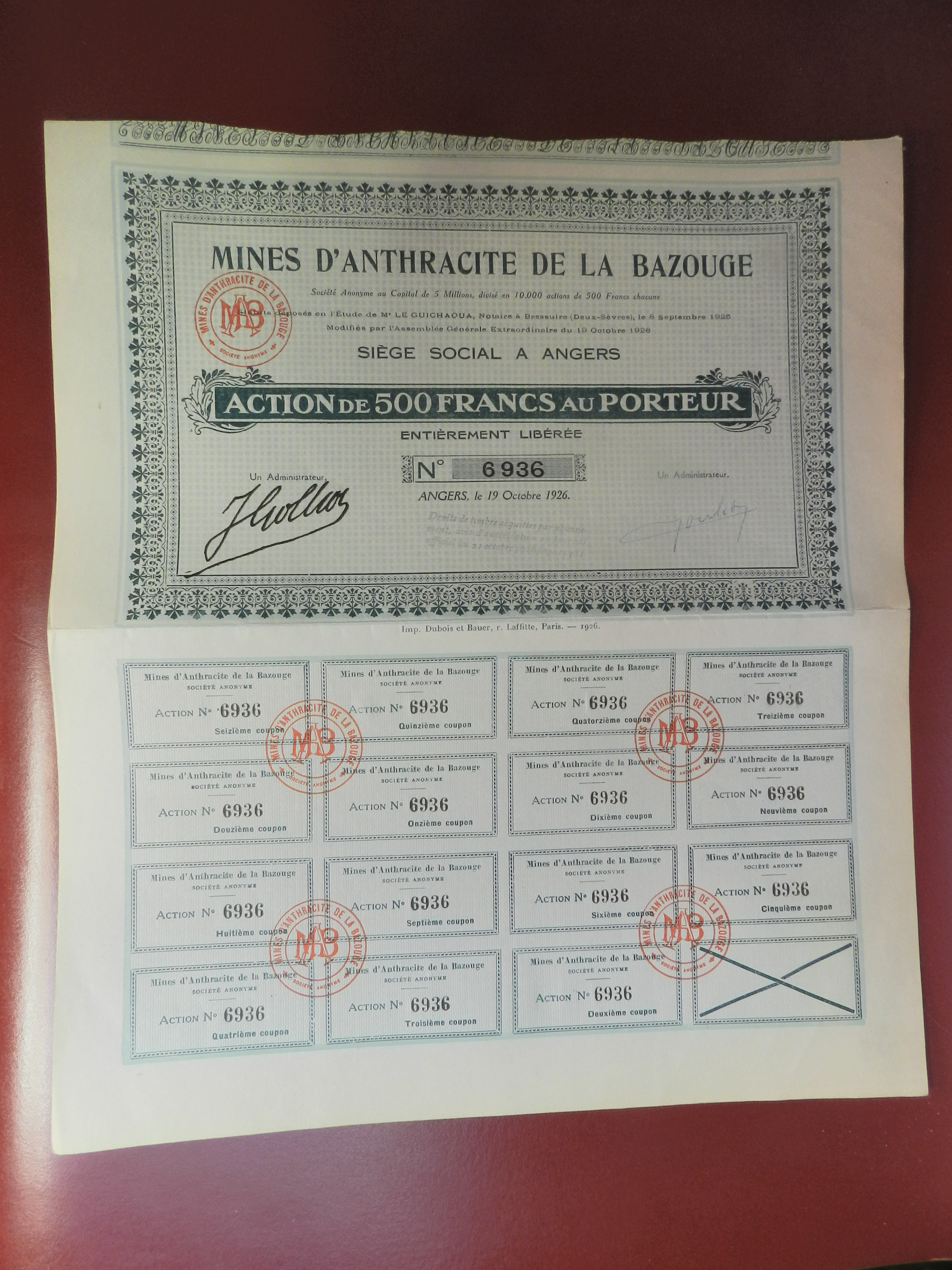
Action des Mines de La Bazouge en 1926.

En 1926, une nouvelle société des Mines d'Anthracite de La Bazouge est créée en reprenant la concession aux héritiers Genest. Elle possède aussi la concession de Bazougers. Avec une quarantaine de mineurs, elle vide le dernier puits de la Baudonnière, mais ne tarde pas à rencontrer des problèmes financiers et arrête l'exploitation en 1928. Comme elle n'a pas payé les redevances à l’État, celui-ci refuse la mutation de concession de La Bazouge à la Cie des mines de l'Ouest en 1932 et reprend la concession abandonnée en 1935.
Le 16 avril 1960, les mines de la Bazouge furent ouvertes par décret à la recherche.
En 1979, le BRGM conclut que leur exploitation n'était pas mécanisable car ce sont des couches stériles très longues ("crains" ou "serrées") qui les séparent des "bouillards", amas de houille compressé lors du glissement des couches de pierre et coincé par une faille et qui font de 20 à 40 m de long sur 4 à 8 m de large. Ils émettent enfin l'hypothèse que l'exploitation des gaz de schiste y serait envisagée quand les techniques seraient mises au point.

## Restes industriels

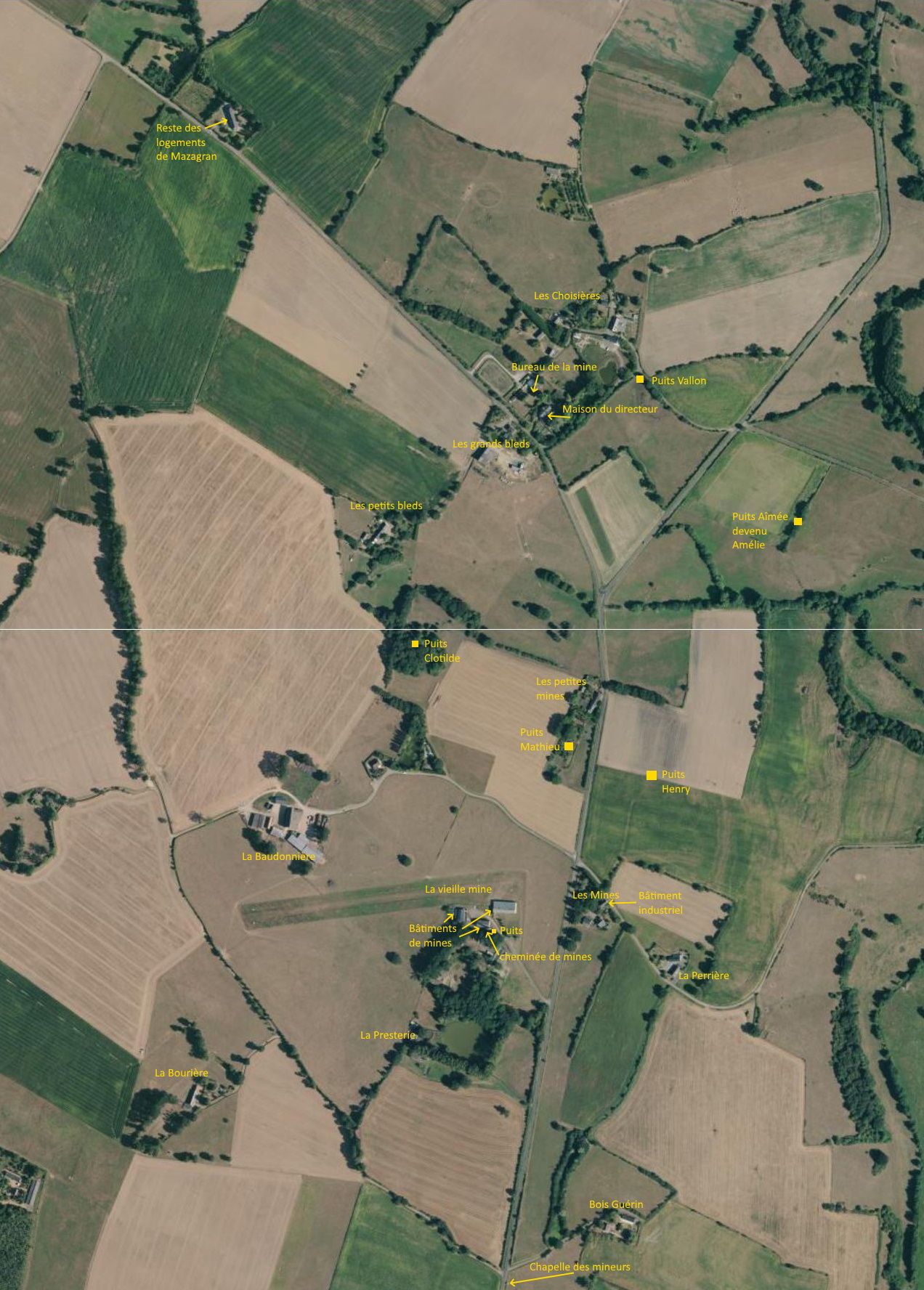
Indication des puits de mines connus sur les photographies aériennes de l'IGN ; des traces charbonneuses sont visibles dans le champ du puits Henry ou sur la route en allant vers Mazagran.

Une grande cheminée et des bâtiments en très bon état malgré leur fragilité apparente restent les témoins d'un passé récent. Si l'on s'enfonce un peu dans le petit bois voisin, on peut encore deviner l'entrée d'un puits de mine de la Baudonnièremais il serait très dangereux de s'en approcher. Sur le sol de nombreux restes de charbon et des fosses profondes sont encore visibles. Aujourd'hui, l'on peut encore y voir une cheminée très bien conservée au lieu-dit la "Vieille Mine" où a élu domicile une base ULM, située non loin de l'ex-puits Henri.

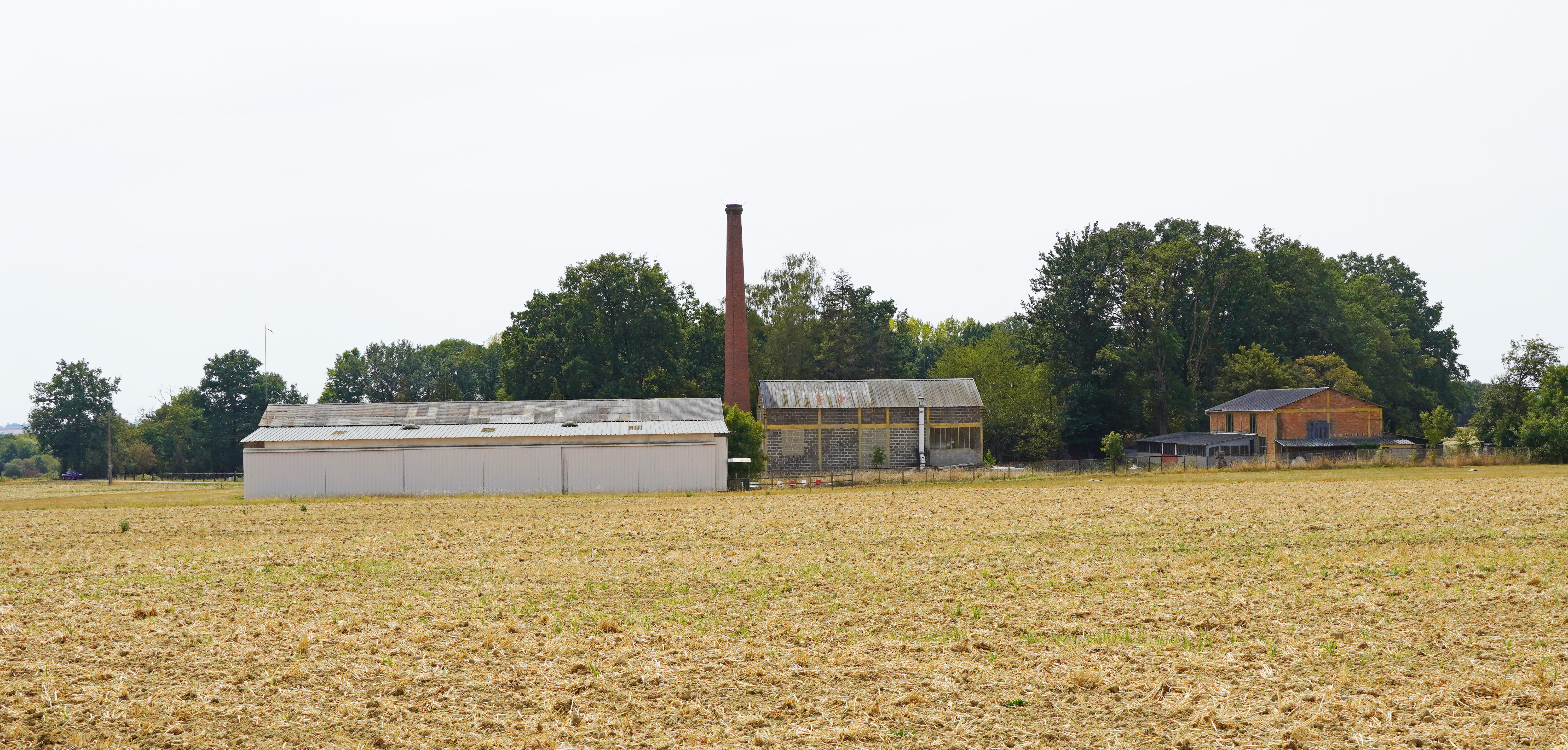
Le site du puits de la Baudonnière avec sa cheminée et les bâtiments servant de base ULM.
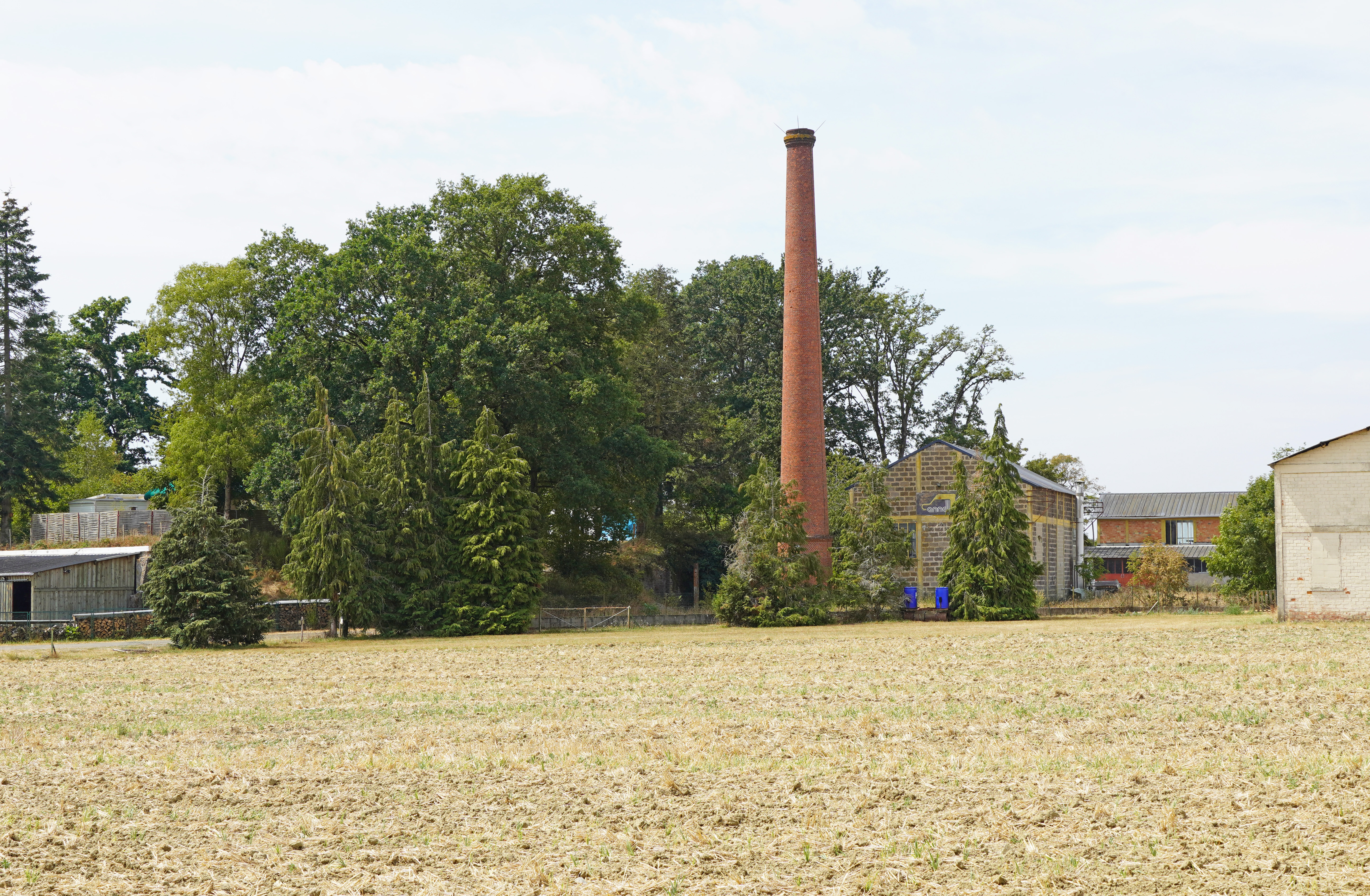
Le puits de la Baudonnière.
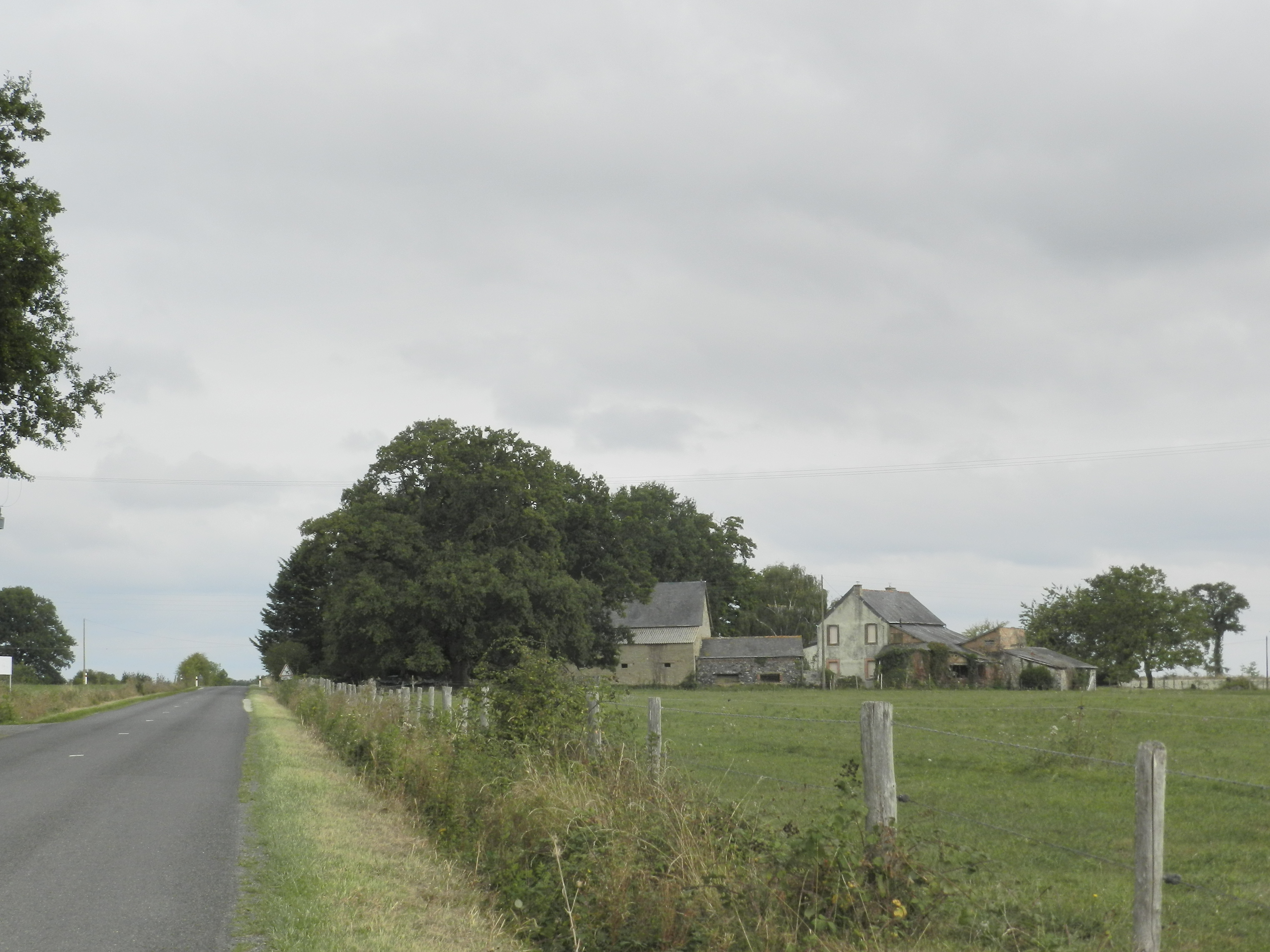
Lieu-dit "la Mine" avec des bâtiments industriels.
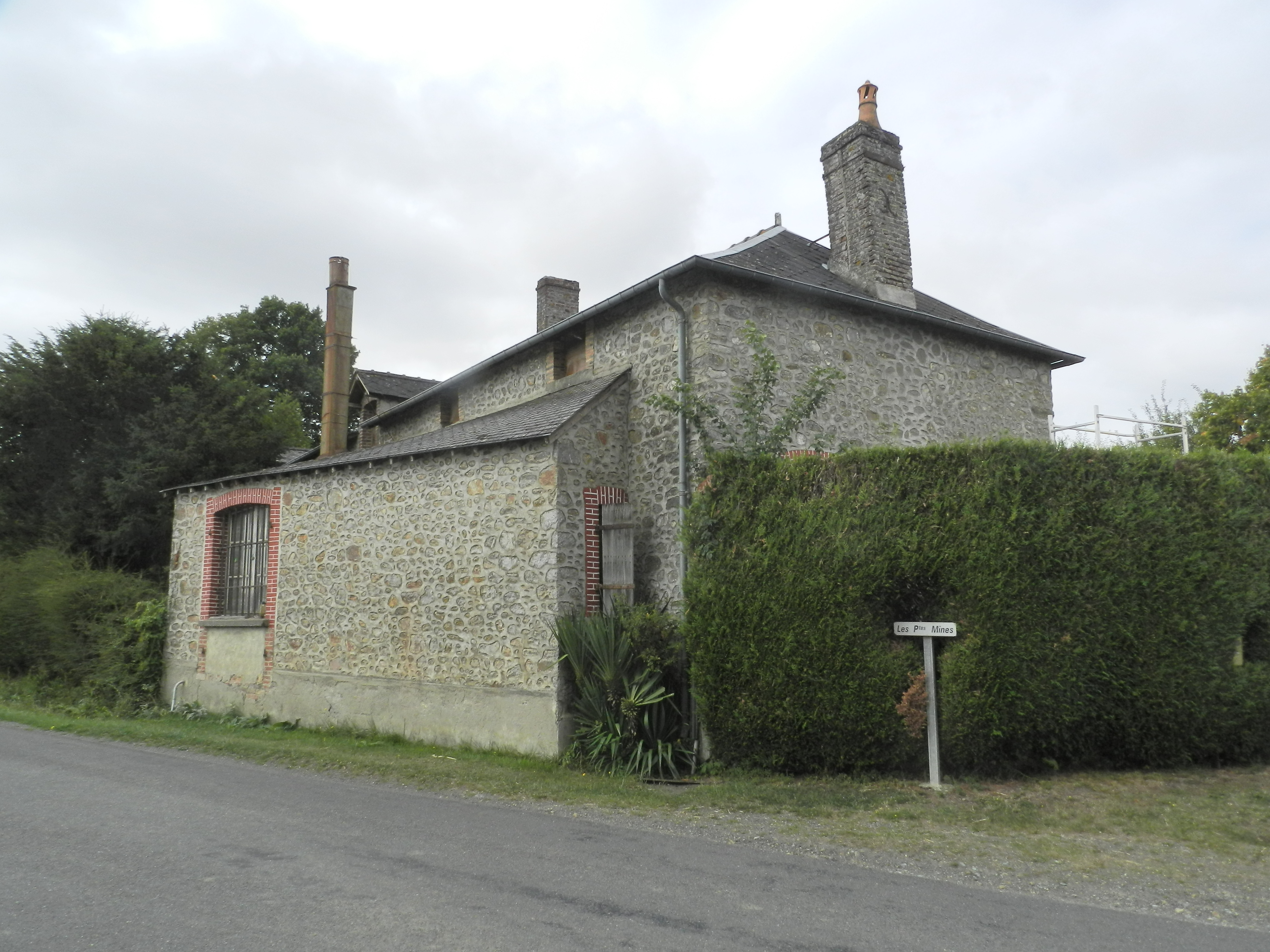
Le lieu-dit les Petites Mines entre le puits Mathieu et le puits Henry.